# سینه‌چاک (سرده)
سینه‌چاک (سرده) (نام علمی: Schizothorax) نام یک سرده از تیره کپورماهیان است.